# 朱安𣵿
朱安𣵿（16世紀—1602年），字思浦，號小山，明朝宗室，周定王朱橚的玄孫，鎮平恭定王朱有爌的曾孫，封奉國將軍。

## 生平
朱安𣵿一岁时丧母，事奉父亲以孝顺著称。父亲病重，割取臂膀做汤给父亲喝，父亲病愈。年七十岁，追念自己没有能奉养母亲，服丧服庐墓三年，朝廷下诏旌表其门。朱安𣵿精通名理，声誉大著，人称朱睦㮮为“大山”，朱安𣵿为“小山”。
他無書不讀，又喜歡交游。他年少時與李夢陽的弟子交游。李攀龍、吳國倫經過開封時，都會互相酬和。「結髮好修七十餘年」，暮年擔任周藩宗正。
萬曆三十年（1602年）去世，由左宗副朱勤羙續任宗正。朱勤羙是朱睦㮮的兒子。

## 著作

### 集
- 《春草齋集》[2]
- 《續談藝錄》[1]

### 文
- 《李空同先生年表》，載《空同子集》附錄[7]
- 《與謝四溟論詩書》，載《明文海》[8]
- 《酒籌序》，載《明文海》[9]
- 《叢桂莊牡丹譜序》，載《明文海》[9]
- 《張平山先生》，載《明文海》[10]

### 詩
- 《夏夜寄懷謝山人時客汾陽》，載《明詩綜》[11]
- 《送李子和山人遊西蜀》，載《明詩綜》[11]
- 《噴玉亭步月》，載《[雍正]河南通志》[12]
- 《送馮參將赴陝西》，載《明詩紀事》[13]

## 藝術評價
王世貞認為他能習取李夢陽豪放的文筆而加以調和，但才華遠不如李夢陽。
黃宗羲認為從其著作《春草齋集》來看，他能做到文從字順，不沾染當時文壇的擬古習氣，不嫌他才華平庸。

## 家庭
- 祖母：邢氏[4]
- 父：輔國將軍朱同？，號南山[4]
- 姑：廣武郡君[7]

### 妻
- 賈氏（1521年2月19日—1606年7月27日），封淑人，是賈希尚與楊氏的女兒，山西按察司僉事賈定的孫女，賈恪的曾孫女。十六歲時與朱安𣵿成婚[4]
- 李氏，側室[4]
- 康氏，側室[4]

### 後代
- 子：鎮國中尉朱睦𥑡，生母賈氏，妻張氏，封恭人[4]
- 子：鎮國中尉朱睦梁，萬曆三十七年（1609年）以賢明仁孝受明神宗賜書褒獎[14]。生母賈氏，妻田氏，封恭人[4]
- 子：鎮國中尉朱睦⿰木⿱叕木，生母賈氏[4]
- 子：鎮國中尉朱睦榤，妻趙氏，封恭人[4]
- 子：鎮國中尉朱睦𣘤，妻李氏，封恭人[4]
- 子：鎮國中尉朱睦栓，妻袁氏，封恭人，繼董氏，繼楊氏[4]
- 子：鎮國中尉朱睦𦼴，妻李氏，封恭人[4]
- 女：宛城鄉君，生母賈氏，儀賓鄭朝臣[4]
- 女：青岡鄉君，生母賈氏，儀賓文學張柯[4]

- 孫：輔國中尉朱勤𩺱，妻秦氏，封恭人，繼韓氏[4]
- 孫：輔國中尉朱勤䱔，妻顧氏，封恭人[4]
- 孫：輔國中尉朱勤魷，妻袁氏，封恭人[4]
- 孫：輔國中尉朱勤𩷻，妻張氏，封恭人，繼王氏[4]
- 孫：輔國中尉朱勤魽，妻張氏，封恭人，繼趙氏[4]
- 孫：輔國中尉朱勤䱌，妻王氏，封恭人，繼高氏，張氏，柳氏[4]
- 孫：輔國中尉朱勤㷁，妻石氏，封恭人[4]
- 孫：輔國中尉朱勤鮃，妻牛氏，封恭人[4]
- 孫：輔國中尉朱勤䱷，妻朱氏，封恭人[4]
- 孫：輔國中尉朱勤，妻田氏，封恭人[4]
- 孫：輔國中尉朱勤焨，妻高氏，封恭人[4]
- 孫：輔國中尉朱勤烱，妻張氏，封恭人[4]

- 孫女：嫁郭文煥[4]
- 孫女：嫁李元春[4]
- 孫女：嫁史從義[4]
- 孫女：嫁褚䪷[4]
- 孫女：嫁楊一鳳[4]
- 孫女：許嫁楊棟[4]
- 孫女：許嫁張定正[4]
- 孫女：嫁李進賢[4]
- 孫女：許嫁李文科[4]
- 孫女：許嫁田獲麟[4]
- 孫女：幼[4]

- 曾孫：朱景賢，妻王氏[4]
- 曾孫：朱象賢，訂婚王氏[4]
- 曾孫：朱朝㙩[4]
- 曾孫：朱朝埅，訂婚于氏[4]
- 曾孫五人：幼[4]

- 曾孫女：嫁孫耀祖[4]
- 曾孫女：許嫁朱龍鱗[4]
- 曾孫女：許嫁閆渾如[4]
- 曾孫女七人：幼[4]